# Condado de Randall
O Condado de Randall é um dos 254 condados do estado norte-americano do Texas. A sede do condado é Canyon, e sua maior cidade é Amarillo (compartilhado com o Condado de Potter).
O condado possui uma área de 2 389 km² (dos quais 21 km² estão cobertos por água e os restantes 2368 km2 por terra), uma população de 104 312 habitantes, e uma densidade populacional de 44 hab/km² (segundo o censo nacional de 2000).
O condado foi criado em 1876.

## Localidades do Condado
- Amarillo (Dividido entre o Condado de Randall e o Condado de Potter)

- Cayon
- Lake Tanglewood
- Palisades
- Timbercreek Canyon
- Umbarger